# Atanycolus octocolae
Atanycolus octocolae är en stekelart som beskrevs av Roy D. Shenefelt 1943. Atanycolus octocolae ingår i släktet Atanycolus och familjen bracksteklar. Inga underarter finns listade.